# Ка-18
Ка-18 (по кодификации НАТО: Hog — «Боров») — многоцелевой вертолёт. Разработан ОКБ Камова под руководством главного конструктора Николая Ильича Камова, непосредственной компоновкой занимался М. Б. Малиновский.
Представлял собой модификацию вертолёта Ка-15, которая отличалась удлинённым и расширенным фюзеляжем. Вместимость: один лётчик и два-три пассажира.  
Был отмечен Золотой медалью на Всемирной выставке в Брюсселе 1958 года.
Четыре опытных экземпляра Ка-18 были построены в 1956—1957 годах на заводе №938 в Люберцах-Ухтомской. С 1959 по 1961 год производство вертолётов Ка-18 велось на Улан-Удэнском авиазаводе №99. Построено около 120 машин. Ка-18 находились в эксплуатации примерно 15 лет с момента снятия их с производства. С началом 1970-х годов Ка-18 начал активно заменяться на более новую модель лёгкого народнохозяйственного вертолёта Ка-26. Последние машины оставались в эксплуатации до середины 1970-х годов.

## Эксплуатация
Первые вертолёты Ка-18 начали поступать на авиапредприятия СССР с 1957 года. Само вертолётостроение и эксплуатация винтокрылых машин в СССР были, тогда ещё, сравнительно, молодой отраслью, поэтому освоение вертолётов данного типа шло трудно. Несмотря на уникальную "соосную" схему вертолётов Камова, они не были лишены конструктивных недостатков. Кроме недостаточного опыта пилотов, сказывался и изначально слабый двигатель АИ-14В мощностью 210 л.с., который не выдавал достаточной мощности для нормального полёта. Имелся недостаток и в конструкции самих шасси. Так, при раскрутке несущих винтов возникала вероятность земного резонанса, а это могло привести к схлестыванию несущих винтов. Регулировка несущей системы напоминала, скорее, тончайшую настройку музыкального инструмента и была сложна. 
По итогам первых лет эксплуатации, производитель получил рекламации и форсировал двигатель до 280 л.с. Кроме того, эксплуатация этого типа вертолётов потребовала, от только что переученных пилотов, мастерства и острой интуиции. В целях повышения безопасности, была разработана целая методика взлета и посадки этого типа вертолётов. Фактически, эксплуатация этих машин, первые годы, была опытно-производственной и выявляла недостатки, а также накапливала необходимый опыт. Списание вертолётов Ка-18 началось с конца 1960-х годов и закончилось, в основном, к 1974 году.

## Варианты применения
- Пассажирский — перевозка людей, багажа, почты, различных грузов внутри фюзеляжа (оборудован отопительной системой).
- Санитарный — транспортировка больных и пострадавших. (оборудован кислородной установкой и отопительной системой).
- Патрульный.

## Лётно-технические характеристики
Источник данных: 

Технические характеристики
- Экипаж: 1 чел.
- Пассажировместимость: 3 чел.
- Длина: 10,00 м
- Диаметр несущего винта: 10,00 м
- Высота: 3,4 м
- Максимальная взлётная масса: 1502 кг
- Силовая установка: 1 × ПД АИ-14ВФ
- Мощность двигателей: 1 × 200 кВт

Лётные характеристики
- Максимальная скорость: 160 км/ч
- Крейсерская скорость: 130 км/ч
- Боевой радиус: 300 км
- Практическая дальность: 450 км
- Перегоночная дальность: 1000 км
- Практический потолок: 3500 м

## Ка-18 в сравнении с другими многоцелевыми вертолётами
| Название    | Диаметр несущего винта | Длина фюзеляжа | Максимальная взлётная масса | Мощность   | Экипаж+ Пассажиры | Крейсерская скорость | Макс. скорость | Дальность полёта | Практический потолок | Разработчик     | Первый полёт |
| ----------- | ---------------------- | -------------- | --------------------------- | ---------- | ----------------- | -------------------- | -------------- | ---------------- | -------------------- | --------------- | ------------ |
| Ка-18       | 10,0 м                 | 10,0 м         | 1502 кг                     | 1×200 кВт  | 1 + 3             | 130 км/ч             | 160 км/ч       | 450 км           | 3500 м               | ОКБ Камова      | 1956 год     |
| Bell UH-1D  | 14,63 м                | 17,4 м         | 4310 кг                     | 1×1045 кВт | 1 + 14            | 205 км/ч             | 220 км/ч       | 510 км           | 5910 м               | Bell Helicopter | 1956 год     |
| Ми-2        | 14,50 м                | 11,40 м        | 3659 кг                     | 2×298 кВт  | 1 + 8             | 194 км/ч             | 210 км/ч       | 580 км           | 4000 м               | ОКБ М. Л. Миля  | 1961 год     |
| Bell 206B-3 | 10,16 м                | 12,11          | 1 451 кг                    | 1×310 кВт  | 1 + 4             | ~200 км/ч            | 224 км/ч       | 700 км           | 4115 м               | Bell Helicopter | 1963 год     |

## Катастрофы и аварии
В данной таблице описаны только некоторые авиационные происшествия. Список их не полон и не окончателен.
| Дата          | Бортовой номер | Краткое описание |
| ------------- | -------------- | --- |
| 22.04.1960    | 64567          | Имел повреждения и деформацию силовых элементов. Ремонт невозможен из-за прекращения производства запчастей. |
| 1963          | 64578          | Потерян в результате чрезвычайного происшествия. Списан 13 февраля 1964 года по причине чрезвычайного происшествия. |
| 1963          | 64608          | Потерпел летное происшествие. Списан 9 января 1964 года по причине летного происшествия. |
| 1963          | 64588          | Потерпел катастрофу. Списан 22 января 1964 года по причине катастрофы. |
| 1964          | 64566          | Потерян в чрезвычайном происшествии. Списан 30 сентября 1964 года по причине чрезвычайного происшествия. |
| 1963 или 1964 | 64635          | Потерпел летное происшествие. Списан 19 мая 1964 года по причине летного происшествия. |
| 1964          | 64666          | Потерпел летное происшествие. Списан 19 августа 1964 года по причине летного происшествия. |
| 30.05.1965    | 64627          | Потерпел катастрофу из-за полной потери подъёмной силы. Списан 12 марта 1966 года по причине летного происшествия. |
| 1966 или 1967 | 64654          | Потерпел чрезвычайное происшествие. Списан 6 апреля 1967 года по причине чрезвычайного происшествия. |
| 1967          | 64673          | Потерян в летном происшествии. Списан 3 августа 1967 года по причине летного происшествия. |
| 12.06.1967    | 64580          | Подробности авиакатастрофы |
| 1967 или 1968 | 64585          | Потерян в летном происшествии. Списан 26 марта 1968 года по причине летного происшествия. |
| 1967 или 1968 | 64646          | Потерпел летное происшествие. Списан 31 мая 1968 года по причине летного происшествия. |
| 12.04.1969    | 64649          | Потерпел катастрофу (пилот О. Л. Кудрявцев). Причиной катастрофы явился обрыв соединительной тяги между автоматами перекоса, что привело к нарушению параллельности в их работе, в результате произошло схлестывание лопастей несущих винтов и их разрушение в полете. Списан 24 июня 1969 года по причине летного происшествия. |

## Сохранившиеся экземпляры
Сохранилось как минимум два экземпляра Ка-18. Один из них (бортовой номер СССР-68627) является экспонатом авиационного музея в Монино.
1. ↑  Сайт авиационной истории - Реестр Ка-18. Дата обращения: 14 апреля 2015. Архивировано 13 апреля 2015 года.
2. ↑  Сайт авиационной истории - Реестр Ка-18 (завод №99, 9 серия). Дата обращения: 13 апреля 2015. Архивировано 13 апреля 2015 года.
3. ↑  Ка-15 и Ка-18 в Ставрополе | История транспорта | Дзен. Дата обращения: 3 сентября 2022. Архивировано 3 сентября 2022 года.
4. ↑  Ка-18. Дата обращения: 16 марта 2011. Архивировано 17 января 2011 года.
5. ↑  Катастрофа Ка-18 Приволжского УГА в Шарлыкском районе Оренбургской области (борт СССР-64627), 30 мая 1965 года. // AirDisaster.ru - авиационные происшествия, инциденты и авиак... Дата обращения: 20 сентября 2015. Архивировано 8 июня 2017 года.